# Olof Gabriel Nordenfeldt
Olof Gabriel Nordenfeldt född 21 augusti 1757 på Björneborgs herrgård, död 19 juni 1790 på Björneborg herrgård, var en svensk militär och brukspatron.

## Biografi
Olof Gabriel Nordenfeldt var son till Johan Nordenfeldt (1715- 1765) och Regina Gråsten (1731-1781) samt från 1787 gift med Christina Hedengren (1769-1806), som var dotter till Brita Maria von Hofsten och brukspatronen Olof Svensson Hedengren på Riseberga gods. Paret fick barnen Regina och Olof Nordenfeldt. När hon blev änka gifte hon 1794 om sig med Thure Gabriel Rudenschiöld (1759-1839) och fick med honom sönerna Carl Rudenschiöld och Torsten Rudenschöld.
Nordenfeldt blev student vid Uppsala universitet 1769. Därefter blev han volontär vid Västgöta kavalleriregemente 1773. Han utnämndes tll korpral där 1774 och stabskornett 1775. Han blev kornett på stat 1776 och löjtnant 1779. Han begärde avsked från armén 1783 för att leda verksamheten vid Björneborgs bruk som han ägde tillsammans med sin bror Johan Niklas Nordenfeldt.
Nordenfeldt är begravd på Kristinehamns gamla kyrkogård.